# Kostel svatého Jana Křtitele (Starý Plzenec)
Kostel svatého Jana Křtitele na Masarykově náměstí ve Starém Plzenci je původně románský, goticky přestavovaný římskokatolický chrám. Od roku 1963 je kulturní památkou.

## Historie

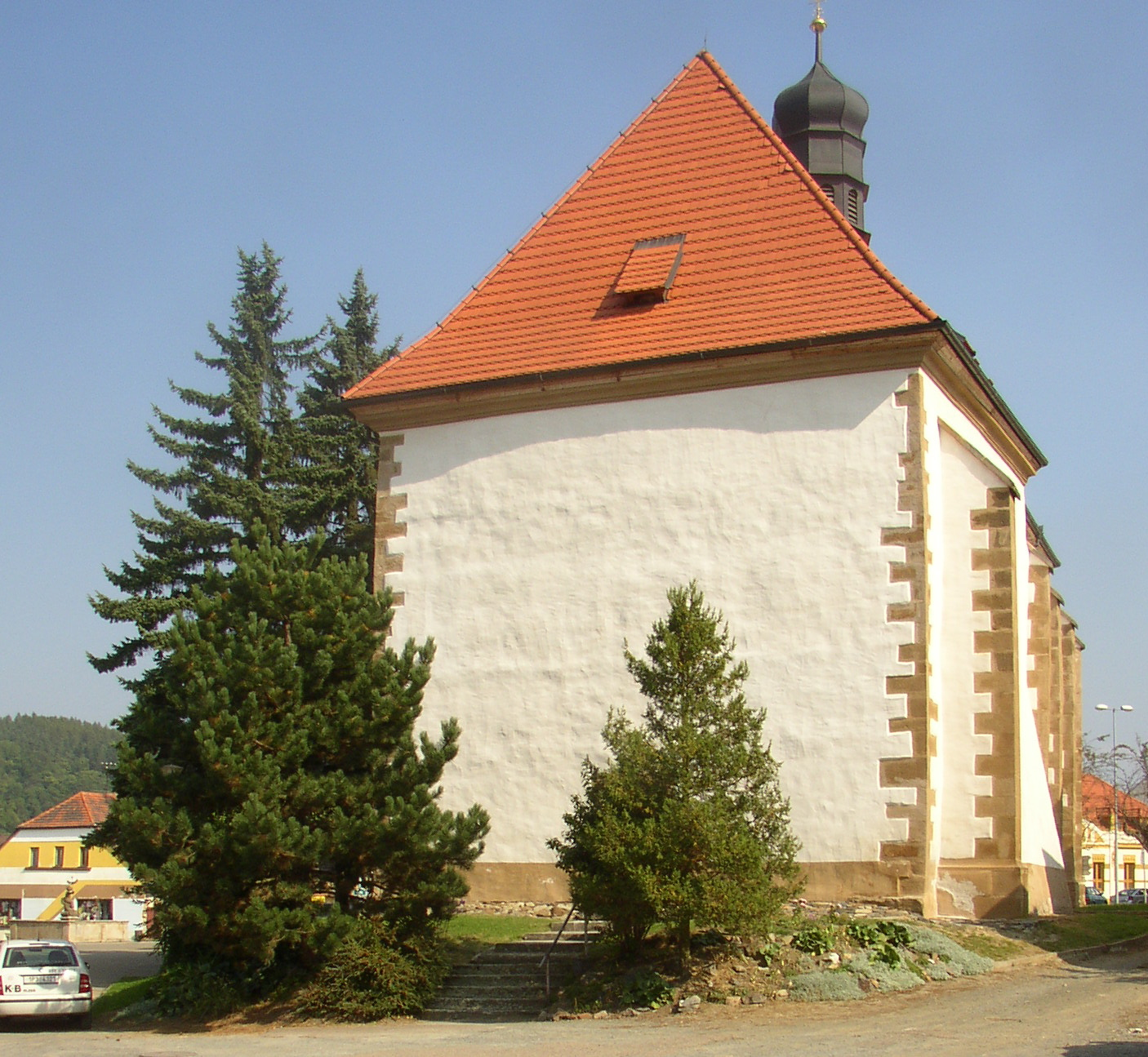
Pohled na kostel

Stavba vznikla patrně již počátkem 11. století. Jejím zakladatelem byl patrně přemyslovský kníže Jaromír, který ve Starém Plzenci na současném náměstí založil druhé tržiště (první bylo u kostela Panny Marie). Kostel byl raně goticky přestavěn ve stylu tzv. přemyslovské gotiky ve druhé polovině 13. století. Je však možné, že přestavba započala i dříve, a to v době vlády knížete Václava I. (1205–1253). Přestavba kostela trvala dlouho. V plánu byl velmi rozměrný kostel, stavební práce však byly náhle ukončeny. Pravděpodobně se to stalo v roce 1266, když patronát nad staroplzeneckými kostely přejal chotěšovský klášter. Patrně v roce 1280 vpadla na Plzeňsko vojska Oty Braniborského, poručníka Václava II., a tak byl kostel stejně jako hradiště na Hůrce a podhradí vypleněn. Tou dobou patrně již stálo kněžiště a malá část hlavní lodi. Další přestavby pokračovaly v éře Karla IV., kdy byl Starý Plzenec královským městem.
Během husitských válek kostel dlouho chátral. Změna nastala až v době pohusitské, když zemanský rod Kokořovců koupil roku 1561 Starý Plzenec od Ferdinanda I. a stal se patronem kostela, čímž ho zachránil. Celkově velice zchátralou stavbu se zřícenými gotickými klenbami nechali Kokořovci opravit a přestavět. Věnovali kostelu i obraz svatého Jana Křtitele. V kostele se nachází náhrobek Bartoloměje Kokořovce s erbem z roku 1591. Do kostela se později dostalo i vybavení z jiných, zejména jezuitských, kostelů zrušených papežem a rozprodaných Josefem II. Černínové nechali kostel v letech 1808–1810 opravit. Do kostela nechali v souvislosti s opravami instalovat hlavní oltář, rokokovou kazatelnu či barokní oltář sv. Anny. V roce 1858 zde byly umístěny varhany a v témž roce proběhla rekonstrukce. Kostel byl rekonstruován také v roce 1907 a v dalších letech bylo do interiéru kostela přineseno několik sošek a dalších předmětů z jiných kostelů.